# Jon Jones
Jonathan Dwight ”Jon” Jones (født 19. juli 1987 i Rochester i New York i USA) er en tidligere amerikansk MMA-udøver som fra 2008 til 2025 konkurrerede i organisationen Ultimate Fighting Championship (UFC) hvor han den 19. marts 2011 blev organisationens yngste mester nogensinde efter at have vundet titlen i Letsværvægt. Jones forsvarede titlen otte gange indtil han den 29. april, 2015 fik karantæne og blev frataget titlen efter at have været involveret i en ulykke hvor han kørte ind i en bil og flygtede fra gerningsstedet. Karantænen blev ophævet i oktober 2015. 
I november 2016 fik Jones karantæne for at være blevet taget i en dopingkontrol. Den 29. juli, 2017 blev Jones igen mester i letsværvægt, en titel han blev frataget, da han efter kampen endnu engang blev taget i dopingkontrol, der bekræftede at han havde benyttet sig af anabolske steroider.

## MMA-karriere

### Tidlig karriere
Jones var under skoletiden succesfuld indenfor brydning. Han blev delstatsmester i high school samt national mester i junior college.
Jones debutererede indenfor professionel MMA den 12. april, 2008 og kæmpede herefter yderligere fem kampe indenfor en periode på tre måneder. Han vandt samtlige kampe via afslutning.

### Ultimate Fighting Championship
Jones skrev kontrakt med UFC og gjorde sin debut i organisationen mod André Gusmão på UFC 87 den 9. august, 2008. Jones vandt kampen via enstemmig afgørelse.
På UFC 94 den 31. januar, 2009 mødtes Jones og Stephan Bonnar. Jones vandt kampen via enstemmig afgørelse. Næste modstander var Jake O'Brien på UFC 100 den 11. juli, 2009 i en kamp som Jones vandt kampen via enstemmig afgørelse.
Den 5. december 2009 mødtes Jones og Matt Hamill på The Ultimate Fighter 10 Finale. Jones blev diskvalificeret efter at have anvendt forbudte albuetekniker og tabte dermed kampen.
Jones mødtes Brandon Vera på UFC Live: Vera vs. Jones den 21. marts 2010 i en kamp som Jones vandt via TKO i den første omgang. Næste kamp blev mod Vladimir Matjusjenko den 1. april, 2010 på UFC Live: Jones vs. Matyushenko. Også denne kamp vandt Jones via TKO i den første omgang.
Den 5. februar 2011 på UFC 126 mødtes Jones og Ryan Bader. Jones vandt kampen via submission i den anden omgang. Efter kampen blev det offentliggjort at Jones skulle møde den regerende mestare Maurício Rua i en titelkamp.

#### Letsværvægt-mesterskab
På UFC 128 den 19. marts, 2011 mødtes Jones og Maurício Rua. Jones vandt kampen via TKO i den tredje omgang og blev dermed ny mester i letsværvægt. Han var kun 23 år gammel og blev i og med sejren den yngste mester i organisationens historie.
Jones og Quinton Jackson mødtes den 24. september 2011 på UFC 135 i en kamp som Jones vandt via submission i den fjerede omgang. Næste kamp var mod Lyoto Machida på UFC 140 den 10. december, 2011. Jones vandt kampen via teknisk submission i den anden omgang.
Den 21. april 2012 mødtes Jones og Rashad Evans på UFC 145. Jones vandt kampen via enstemmig afgørelse. Jones og Vitor Belfort mødtes på UFC 152 den 22. september 2012 i en kamp som Jones vandt via submission i den fjerede omgang.
På UFC 159 den 27. april 2013 mødte Jones og Chael Sonnen i en kamp som Jones vandt via TKO i den første omgang. Den 21. september 2013 mødtes Jones og Alexander Gustafsson på UFC 165. Jones vandt kampen via enstemmig afgørelse.
Jones og Glover Teixeira mødte den 26. april, 2014 på UFC 172. Jones vandt kampen via enstemmig afgørelse. Næste kamp var mod Daniel Cormier på UFC 182 den 3. januar, 2015. Også denne kamp vandt Jones via enstemmig afgørelse. Jones havde dermed forsvaret titlen otte gange inden han den 29. april, 2015 fik karantæne og fik frataget titlen efter at have været involveret i en bilulykke hvor han havde flygtet fra gerningsstedet.
Den 23. april 2016 mødtes Jones og Ovince Saint Preux på UFC 197 i en interimtitelkamp i letsværvægt. Jones vandt kampen via enstemmig afgørelse men fik karantæne og fik frataget titlen i november 2016 efter at blive taget i en dopingkontrol.
Jones og Daniel Cormier mødtes i en titelkamp i letsværvægt den 29. juli, 2017 på UFC 214. Jones vandt kampen via KO i den 3. omgang og blev dermed igen mester i vægtklassen. Efter kampen blev Jones igen taget i dopingkontrol og den 13. september, 2017 meddelte California State Athletic Commission at kampresultatet blev ændret til No contest, da man bekræftede, at Jones havde anvendt anabolske steroider. I forbindelse med dette meddelte UFC, at mesterskabstitlen blev ført tilbage til Cormier.

## Privatliv
Sammen med sin forlovede Jessie har Jones tre døtre, der er født i 2008, 2009 og 2013. Han har to brødre – Arthur Jones og Chandler Jones – som begge spiller amerikansk fodbold i NFL.

## Mesterskaber og meritter

### Mixed martial arts
- Ultimate Fighting Championship
  - UFC-letsværvægt-mester (1 gang)
  - Interim UFC-letsværvægt-mester] (1 gang)
  - Fleste succesfulde letsværvægt-titelforsvar i UFCs histoie (8)
  - Flest titelforsvar i træk i UFCs histoie (8)
  - Fight of the Night (4 gange) vs. Quinton Jackson, Lyoto Machida, Alexander Gustafsson and Daniel Cormier[13][14][15][16]
  - Knockout of the Night (1 gang) vs. Brandon Vera[17]
  - Submission of the Night (2 gange) vs. Ryan Bader, Vitor Belfort[18]

- - Performance of the Night (1 gang) vs. Daniel Cormier
  - Tredje flest titelforsvar i træk i UFCs historie (8)
  - Most submission victories in UFC light heavyweight history (5)
  - Længste sejrsstime i UFC's letsværvægt historie (14)
  - Yngste kæmper, der har vundet et UFC-mesterskab (23 år, 242 dage)[20]
  - Flest sejre UFC letsværvægts historie (16)
  - Fight of the Year (2013) vs. Alexander Gustafsson
- United States Kickboxing Association
  - USKBA Light Heavyweight Championship (1 gang)[21]
- Sherdog
  - 2009 Breakthrough Fighter of the Year[22]
  - 2010 All-Violence 1st Team[23]
  - 2011 All-Violence 1st Team[24]
  - 2011 Beatdown of the Year for win over Maurício Rua[25]
  - 2011 Fighter of the Year[26]
  - 2012 All-Violence 1st Team[27]
  - 2013 All-Violence 1st Team[28]
  - 2013 Fight of the Year (vs Alexander Gustafsson) (UFC 165)[29]
  - Mixed Martial Arts Hall of Fame[30]
- World MMA Awards
  - 2010 Breakthrough Fighter of the Year[31]
  - 2011 Fighter of the Year[32]
  - 2012 Fighter of the Year[33]
  - 2013 Fight of the Year (vs. Alexander Gustafsson) (UFC 165)[34]
- MMAFighting.com
  - 2013 Fight of the Year (vs. Alexander Gustafsson) (UFC 165)[35]
- MMAInsider.net
  - 2013 Fight of the Year (vs. Alexander Gustafsson) (UFC 165)[36]
- FoxSports.com
  - 2013 Fight of the Year (vs. Alexander Gustafsson) (UFC 165)[37]
- Yahoo! Sports
  - 2013 Fight of the Year (vs. Alexander Gustafsson)(UFC 165)[38]
- MMAWeekly.com
  - 2013 Fight of the Year (vs.Alexander Gustafsson) (UFC 165)[39]
- MMAjunkie.com
  - 2013 Fight of the Year (vs.Alexander Gustafsson) (UFC 165)[40]
  - 2015 January Fight of the Month vs. Daniel Cormier[41]
- ESPN
  - 2011 Fighter of the Year[42]
  - 2013 Fight of the Year (vs. Alexander Gustafsson) (UFC 165)[43]
- Wrestling Observer Newsletter
  - 2014 Feud of the Year vs. Daniel Cormier[44]
  - 2011 Most Outstanding Fighter[45]
- Spike Guys' Choice Awards
  - 2011 Most Dangerous Man[46]
- FIGHT! Magazine
  - 2009 Newcomer of the Year[47]

### Amateur wrestling
- National Junior College Athletic Association
  - NJCAA Junior Collegiate Championship out of Iowa Central Community College (2006)[48]
  - NJCAA All-American out of Iowa Central Community College (2006)[49]
- National High School Coaches Association
  - NHSCA Senior All-American (2005)[50]
- New York State Public High School Athletic Association
  - NYSPHSAA Division I State Championship out of Union-Endicott High School (2005)[51]
- USA Wrestling
  - Northeast Junior Greco-Roman Regional Championship (2004)[52]

## Rekordliste
| Resultat | Rekordliste | Modstander           | Metode                                | Arrangement                     | Dato              | Omgang | Tid  | Sted          | Noter |
| -------- | ----------- | -------------------- | ------------------------------------- | ------------------------------- | ----------------- | ------ | ---- | ------------- | --- |
| NC       | 22–1 (1)    | Daniel Cormier       | No Contest                            | UFC 214                         | 29 juli 2017      | -      | -    | Anaheim       | Oprindeligt en sejr via KO i tredje omgang for Jones. Resultatet blev ændret efter at Jones blev taget i en dopingkontrol. |
| Sejr     | 22–1        | Ovince Saint Preux   | Enstemmig afgørelse                   | UFC 197                         | 23 april 2016     | 5      | 5:00 | Las Vegas     | Blev interimmester i letsværvægt. Fik senere karantæne og frataget titlen.                                                 |
| Sejr     | 21–1        | Daniel Cormier       | Enstemmig afgørelse                   | UFC 182                         | 3 januar 2015     | 5      | 5:00 | Las Vegas     | Forsvarede titlen i letsværvægt. Fik senere karantæne og frataget titlen.                                                  |
| Sejr     | 20–1        | Glover Teixeira      | Enstemmig afgørelse                   | UFC 172                         | 26 april 2014     | 5      | 5:00 | Baltimore     | Forsvarede titlen i letsværvægt.                                                                                           |
| Sejr     | 19–1        | Alexander Gustafsson | Enstemmig afgørelse                   | UFC 165                         | 21 september 2013 | 5      | 5:00 | Toronto       | Forsvarede titlen i letsværvægt.                                                                                           |
| Sejr     | 18–1        | Chael Sonnen         | TKO (albuer og slag)                  | UFC 159                         | 27 april 2013     | 1      | 4:33 | Newark        | Forsvarede titlen i letsværvægt.                                                                                           |
| Sejr     | 17–1        | Vitor Belfort        | Submission (keylock)                  | UFC 152                         | 22 september 2012 | 4      | 0:54 | Toronto       | Forsvarede titlen i letsværvægt.                                                                                           |
| Sejr     | 16–1        | Rashad Evans         | Enstemmig afgørelse                   | UFC 145                         | 21 april 2012     | 5      | 5:00 | Atlanta       | Forsvarede titlen i letsværvægt.                                                                                           |
| Sejr     | 15–1        | Lyoto Machida        | Teknisk submission (guillotine choke) | UFC 140                         | 10 december 2011  | 2      | 4:26 | Toronto       | Forsvarede titlen i letsværvægt.                                                                                           |
| Sejr     | 14–1        | Quinton Jackson      | Submission (rear-naked choke)         | UFC 135                         | 24 december 2011  | 4      | 1:14 | Denver        | Forsvarede titlen i letsværvægt.                                                                                           |
| Sejr     | 13–1        | Maurício Rua         | TKO (slag og knæ)                     | UFC 128                         | 19 mars 2011      | 3      | 2:37 | Newark        | Blev UFC-mester i letsværvægt.                                                                                             |
| Sejr     | 12–1        | Ryan Bader           | Submission (guillotine choke)         | UFC 126                         | 5 februar 2011    | 2      | 4:20 | Las Vegas     | |
| Sejr     | 11–1        | Vladimir Matjusjenko | TKO (albuer)                          | UFC Live: Jones vs. Matyushenko | 1 augusti 2010    | 1      | 1:52 | San Diego     | |
| Sejr     | 10–1        | Brandon Vera         | TKO (albuer og slag)                  | UFC Live: Vera vs. Jones        | 21 mars 2010      | 1      | 3:19 | Broomfield    | |
| Nederlag | 9–1         | Matt Hamill          | DQ (forbudte albueteknikker)          | The Ultimate Fighter 10 Finale  | 5 december 2009   | 1      | 4:14 | Las Vegas     | Jones blev diskvalificeret efter at have brugt forbudte albuetekniker.                                                     |
| Sejr     | 9–0         | Jake O'Brien         | Submission (guillotine choke)         | UFC 100                         | 11 juli 2009      | 2      | 2:43 | Las Vegas     | |
| Sejr     | 8–0         | Stephan Bonnar       | Enstemmig afgørelse                   | UFC 94                          | 31 januar 2009    | 3      | 5:00 | Las Vegas     | |
| Sejr     | 7–0         | André Gusmão         | Enstemmig afgørelse                   | UFC 87                          | 9 augusti 2008    | 3      | 5:00 | Minneapolis   | Debut i UFC. |
| Sejr     | 6–0         | Moyses Gabin         | TKO (slag)                            | Battle Cage Xtreme 5            | 12 juli 2008      | 2      | 1:58 | Atlantic City | |
| Sejr     | 5–0         | Parker Porter        | KO (slag)                             | World Championship Fighting 3   | 20 juni 2008      | 1      | 0:36 | Wilmington    | |
| Sejr     | 4–0         | Ryan Verrett         | TKO (slag)                            | USFL: War in the Woods 3        | 9 maj 2008        | 1      | 2:58 | Ledyard       | |
| Sejr     | 3–0         | Anthony Pina         | Submission (guillotine choke)         | ICE Fighter                     | 25 april 2008     | 1      | 1:15 | Worcester     | |
| Sejr     | 2–0         | Carlos Eduardo       | KO (slag)                             | Battle Cage Xtreme 4            | 19 april 2008     | 3      | 0:24 | Atlantic City | |
| Sejr     | 1–0         | Brad Bernard         | TKO (slag)                            | FFP: Untamed 20                 | 12 april 2008     | 1      | 1:32 | Foxborough    | |